# Traumatismo de cuello
Un traumatismo cervical, ya sea por golpes contusos o por heridas penetrantes, es una peligrosa lesión en el cuello debido a la multitud de órganos y sistemas involucrados en la zona del cuello, como las vías respiratorias, vasculares, neurológicas, gastrointestinales, etc. El traumatismo del cuello es una causa frecuente de discapacidad y mortalidad en humanos y animales. Pocas situaciones de emergencia plantean un desafío tan grande como el trauma en el cuello. Además, ciertas heridas aparentemente inocuas que incluso pueden cursar sin manifestar signos o síntomas pueden posar riesgos potencialmente letales para el paciente.
La oclusión de las vías respiratorias y la hemorragia desangrante plantean los riesgos más inmediatos para la vida del paciente traumatizado. La supervivencia en estos traumatismos ha mejorado bastante. Antes de la Segunda Guerra Mundial la mortalidad era del 15% cuando en la actualidad rara vez supera el 5%.

## Anatomía
Con la región posterior del cuello protegida por la columna vertebral, la cabeza que protege la región superior, y el pecho la inferior, las regiones anterior y lateral son las más expuestas a una lesión. La laringe y la tráquea se encuentran en la cara anterior y, por lo tanto, son fácilmente expuestas a daños traumáticos. La médula espinal se encuentra en la zona posterior, protegida por los cuerpos vertebrales, los músculos y ligamentos. El esófago y los grandes vasos sanguíneos están entre las vías respiratorias y la columna vertebral (Drake, 2005, p. 750). 
Dos capas de membranas aponeuróticas envuelven al cuello: la fascia superficial que envuelve al músculo platisma y la fascia cervical profunda que envuelve los músculos esternocleidomastoideo y trapecio (Drake, 2005, p. 814). El trayecto de la fascia cervical profunda delimita (1.) la región pretraqueal que incluye la tráquea, laringe, glándula tiroides, y pericardio, (2.) el área prevertebral, que contiene a los músculos prevertebrales, el nervio frénico, el plexo braquial y la vaina axilar, y (3.) la vaina carotídea adjuntando la arteria carótida, vena yugular interna, y el nervio vago. 
Las estructuras musculoesqueléticas en riesgo incluyen los cuerpos vertebrales, los músculos del cuello, los tendones y ligamentos; las clavículas, la primera y segunda costilla y el hueso hioides (Drake, 2005, pp. 906, 938). 
Las estructuras neuronales en situación de riesgo incluyen la médula espinal, nervio frénico, el plexo braquial, nervio laríngeo recurrente, nervios craneales, concretamente el par IX al XII y el ganglio estrellado (Drake, 2005, p. 906). 
Las estructuras vasculares en riesgo incluyen la carótida (común, interna y externa) y las arterias vertebrales, así como las venas vertebrales braquicefálica, y yugular (internas y externas). 
Las estructuras viscerales en riesgo incluyen el conducto torácico, esófago, la faringe, la laringe y la tráquea. Las estructuras glandulares en situación de riesgo incluyen la tiroides, paratiroides, y las glándulas submandibular y parótidas. 
Ciertas estructuras intratorácicas pueden verse asociadas a lesiones del cuello, e incluyen el esófago, del árbol traqueobronquial, pulmón, corazón y los grandes vasos del tórax.

### Zonas anatómicas
El dividir al cuello en zonas o regiones anatómicas ayuda en la evaluación del daño cervical. El músculo esternocleidomastoideo actúa como línea de demarcación separando al cuello anterior y posterior por medio de dos triángulos imaginarios (Drake, 2005, p. 905). La mayoría de los importantes órganos viscerales y vasculares se encuentran en la parte anterior del triángulo delimitado hacia atrás por la cara anterior del esternocleidomastoideo. Con la excepción de los nervios musculares, muy pocas estructuras vitales cruzan el triángulo posterior del cuello, por detrás del esternocleidomastoideo. 
Con fines clínicos, el cuello está dividida de arriba abajo en 3 zonas:
- Zona 1: la base del cuello, es demarcada por la entrada torácica por abajo de las clavículas y el cartílago cricoides por arriba.[3] Las estructuras de mayor riesgo en esta zona son los grandes vasos[2]—las subclavias, las venas braquicefálicas, las arterias carótida común, el cayado aórtico, y las venas yugulares—la tráquea, esófago, los ápices pulmonares, la columna cervical, la médula espinal y raíces nerviosas cervicales.

- Zona 2: abarca la porción media del cuello y la región que va del cartílago cricoides al ángulo de la mandíbula.[3] Las estructuras importantes en esta región incluyen las carótidas y las arterias vertebrales, las venas yugulares, faringe, laringe, tráquea, esófago, la columna cervical y la médula espinal. La mayoría de las lesiones que afectan a la arteria carótida ocurren en esta zona.

- Zona 3: la forma el aspecto superior del cuello y está delimitada por el ángulo de la mandíbula y la base del cráneo.[3] Diversas estructuras atraviesan la zona, tales como las glándulas salivales y parótidas, esófago, tráquea, los cuerpos vertebrales, arterias carótidas, venas yugulares, y nervios principales—incluidos los nervios craneales IX-XII—. Las lesiones en la zona 1 puede resultar de difícil acceso quirúrgicamente.

## Etiología
Las lesiones del cuello pueden ser causada por traumatismos cerrados o contusos, o bien abiertos o penetrantes.

### Traumatismo penetrante
Más del 95% de las heridas penetrantes en el cuello son el resultado de armas de fuego y cuchillos, y el resto como consecuencia de accidentes automovilísticos, lesiones del hogar, accidentes laborales, y rara vez acontecimientos deportivos.
Los proyectiles de alta velocidad (>600-750 m/s) tienden a seguir un camino directo y predecible, mientras que las de baja velocidad suelen seguir un trayecto errático, mostrando a menudo un orificio de entrada y de salida sin relación directa. Además, los proyectiles de alta velocidad producidas por armas de tipo militar o rifles de caza generan ondas de choque que suelen dejar heridas que desvitalizan los tejidos circundantes. Las lesiones de baja velocidad pueden ser producidas por pistolas calibre .22 y .38 con velocidades entre 90 m/s a 150 m/s. Además, las lesiones de menor energía, como un cuchillo o perdigones, causan un 50% menos de lesiones que resultan clínicamente significativas, sin importar la zona de la lesión.
Las heridas de bala transcervicales tiene más probabilidades de causar lesiones grave en comparación con una herida que afecta solo un lado del cuello. 
Las lesiones vasculares suponen el 25% de todas las lesiones penetrantes del cuello. La vena yugular interna (9%) y la arteria carótida (7%) son los sitios más comunes de lesiones vasculares del cuello. El daño a la faringe o el esófago ocurre en 5-15% de los casos de trauma cervical. La laringe o tráquea se lesiona en el 4-12% de los casos. Lesiones de nervios principales se produce en 3-8% de los pacientes con trauma penetrante de cuello. La lesión de la médula espinal se produce con poca frecuencia y casi siempre es resultado de daño directo, más que secundario a inestabilidad ósea. 

### Traumatismo contuso
El traumatismo cerrado es una causa más frecuente de lesión vascular cervical que el traumatismo penetrante. Los traumatismo cerrados en el cuello normalmente son el resultado de los accidentes de tránsito y también lesiones relacionadas con el deporte, estrangulamiento, golpes de puños o patadas. Entre el 3-10% de todas las lesiones de la carótida son debidas a alguna forma de traumatismo cerrado del cuello.

## Tratamiento
Desde el momento en que Ambroise Pare trató con éxito una lesión de cuello en 1552, el debate ha continuado en relación con cual es el mejor enfoque para toda herida de cuello. En el abordaje de una lesión de cuello, es vital tener primero un entendimiento de las diferentes presentaciones de las lesiones de cuello y el establecimiento de un plan multidisciplinario bien concebido.
Después de un disparo en el cuello, la intervención quirúrgica está indicada en el 75% de los casos, mientras que sólo el 50% de heridas de arma blanca el cuello requieren exploración quirúrgica.

### Atención prehospitalaria

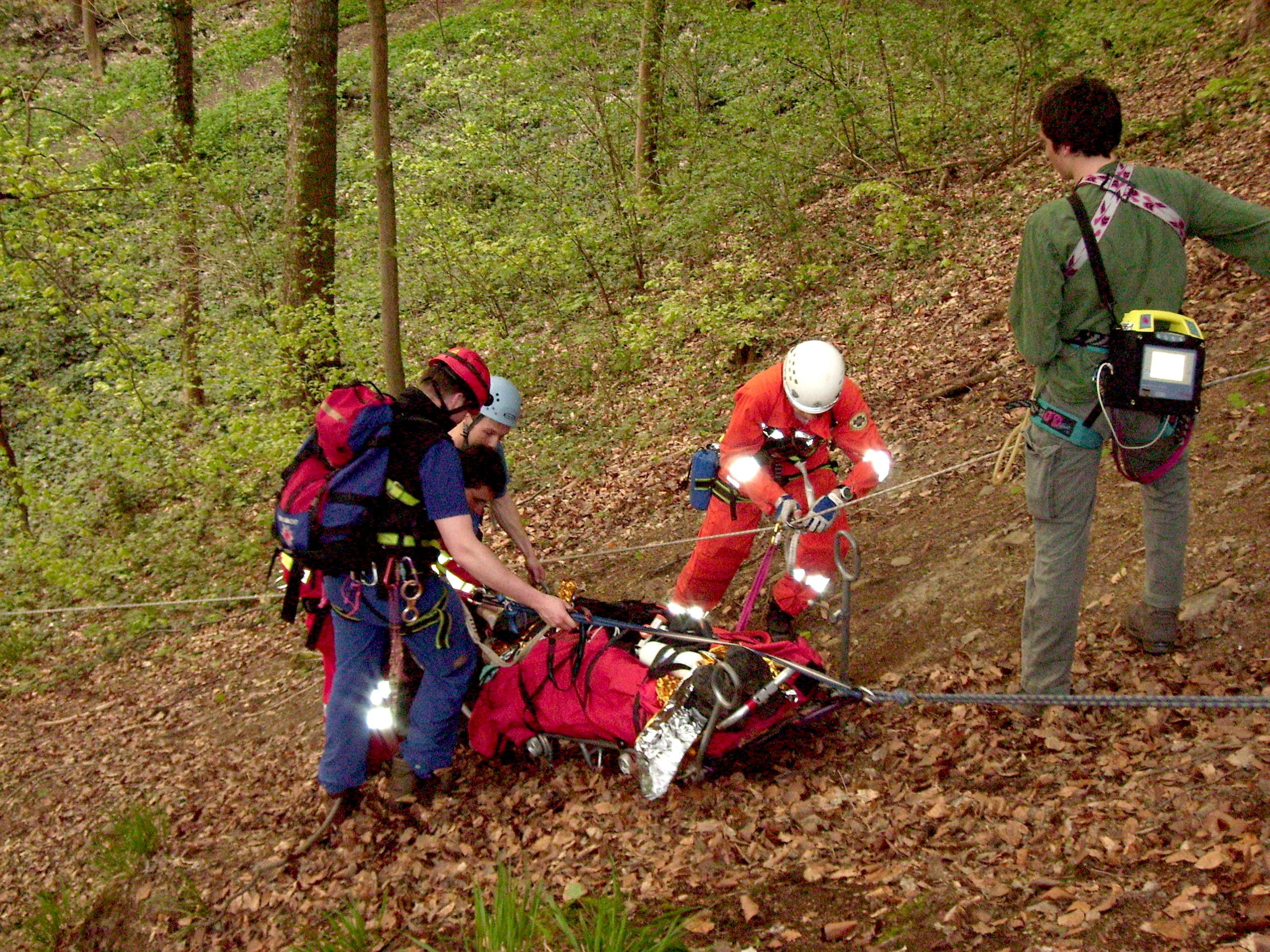
Los traumas contusos y penetrantes en el cuello pueden causar lesiones con peligro de muerte que demanda atención inmediata y la intervención por parte de un médico de emergencia y cirujanos de trauma, por lo que el traslado sin demora de un paciente a un hospital bien dotado es esencial.

La mayoría de los entornos urbanos del mundo tienen servicios hospitalarios capacitados para los grandes traumatismos, por lo tanto, el transporte inmediato del paciente con trauma de cuello a uno de estos centros hospitalarios más cercano es esencial, porque son lesiones que requieren atención multidisciplinaria. Se debe informar a los médicos de emergencia sobre el mecanismo de lesión, incluyendo el tipo de arma en cuestión, monto estimado de pérdida de sangre, el estado inicial de los signos vitales, hallazgos físicos notables, y el total de tiempo de transporte. En algunos casos los intentos de asegurar la vía aérea y resucitar al paciente en el campo pueden ser potencialmente peligrosas y no aconsejables, especialmente si el centro hospitalario calificado se encuentra a corta distancia. En estos casos se debe minimizar el tiempo en la escena del incidente.
El manejo de pacientes con traumatismos importantes de la columna cervical debe incluir precauciones de inmovilización del cuello en posición supina y la colocación del paciente sobre un tablero. Es recomendado posponer la eliminación de los cascos o demás dispositivos de la cabeza del paciente hasta que se garantice la estabilización del cuello. Ciertas complicaciones que amenazan la vida del paciente, especialmente en lesiones penetrantes del cuello, pueden ser pasados por alto si el cuello está cubierto por un dispositivo de estabilización.
Es útil proporcionar oxígeno e importante la limpieza de la vía aérea de toda secreción y cuerpos extraños, incluyendo dentaduras postizas y dientes sueltos, de preferencia usando succión mecánica. La ventilación del paciente con presión positiva puede exacerbar un enfisema subcutáneo subyacente, y es concebible que distorsione la anatomía de las vías respiratorias y altere la respiración y la circulación. El personal técnico de emergencia debería limitar los intentos de intubación, excepto cuando se espera un tiempo prolongado en el transporte del sujeto, cuando el paciente está apneico, sin pulso, o cuando es inminente un paro respiratorio. Los intentos de insertar un tubo endotraqueal pueden empeorar el estado del paciente y correr el riesgo de desfigurar totalmente la vía aérea. En las víctimas de traumas o con un alto riesgo de lesión de la médula espinal cervical, la intubación orotraqueal sigue siendo una medida rápida y segura de lograr el control de las vías respiratorias.
Es recomendado el uso de una gasa impregnada con solución salina para cubrir heridas succionantes o laceraciones de cuello que liberen burbujas de aire. El sangrado por el cuello se controla favorablemente con presión directa y no con torniquetes. No se deben extraer objetos impelidos en el cuello antes de llegar al hospital.
El acceso de una vía intravenosa debe establecerse de camino al hospital. De preferencia se debe colocar la vía intravenosa en el brazo opuesto al lado de la lesión en caso de que ocurra una interrupción de la circulación venosa ipsilateral.

### Atención hospitalaria
La evaluación inicial del paciente con traumatismo de cuello requiere la estabilización de sus signos vitales, incluyendo el asegurar la vía aérea, el control de hemorragias, precauciones de la columna cervical, y la identificación de patologías que amenacen la vida del sujeto. La mayoría de las lesiones contusas del cuello pueden ser manejadas sin intervención quirúrgica. Por lo general, cuando una lesión atraviesa el múscula platisma, es prudente consultar con un cirujano calificado, o la transferencia del paciente a un centro de trauma donde ese tipo de atención esté disponible. El criterio de manejar por medio de intervención quirúrgica a todos los pacientes que sufren lesiones del cuello que penetren más allá del músculo platisma ocasiona muchas exploraciones innecesarias, por lo que el concepto más aceptado es la exploración selectiva.

#### Vías aéreas
La atención del paciente con trauma de cuello en una sala de emergencia comienza con la evaluación y la estabilización del ABC de los primeros auxilios. Lamentablemente, las mismas condiciones que obligan al abordaje de las vías respiratorias son las que obstaculizan una intubación. Por ejemplo, el intubar a un paciente con trauma penetrante de cuello puede producir náuseas o tos, lo que potencialmente desaloje un coágulo y la salida súbita de una hemorragia masiva por vasos sanguíneos previamente lesionados. Además, la hemorragia y edema rápidamente distorsionan la anatomía circundante del cuello, haciendo difícil, si no imposible, la intubación oral. Sin embargo, la evaluación de la vía aérea tiene prioridad sobre todas las demás acciones, incluyendo aquellos procedimientos que puedan agravar el riesgo de hemorragia.

#### Respiración
Las lesiones en la Zona I pueden infringir la cavidad torácica. Por lo tanto, los signos y síntomas de dificultad respiratoria obligan a considerar la posibilidad de un neumotórax o incluso un hemotórax. La angustia respiratoria que persista después de una intubación competente indica un posible neumotórax a tensión, lo que requiere una descompresión con aguja y la colocación de un tubo de tórax. La oclusión del árbol traqueobronquial, ya sea debido a un cuerpo extraño o iatrogénica, es otra causa de problemas ventilatorios. 

#### Circulación
Se controla la hemorragia que se origina en el cuello con presión directa. El clampeo de un vaso, la colocación de sondas y cánulas y la exploración local de las heridas en la sala de emergencia solo debe ser realizada por un cirujano calificado, por el riesgo de embolia de aire y el desalojo de coágulos que provoquen mayor sangrado, así como daño a estructuras adyacentes, entre otras complicaciones. No se deben retirar en la sala de emergencia algún objeto incrustado en el cuello. 
Conjuntamente con el control de hemorragias, el personal de enfermería establece accesos por vía intravenosa con un mínimo de 2 catéteres de diámetro grande (calibre 14 o 16). Si se sospecha lesión de la vena subclavia o braquicefálica se suele colocar una de las vías intravenosas en una extremidad inferior y la otra vía en la extremidad superior del lado ileso. 
Puede resultar ventajoso colocar al paciente en una posición de Trendelenburg suave para disminuir el riesgo de embolismo de aire.

#### Discapacidad
Los traumatismos contusos del cuello causan un amplio espectro de lesiones que van desde una pequeña contusión o abrasión hasta poner en peligro la vida de las víctimas. La lesión de columna cervical sigue siendo una posibilidad especialmente importante para estos con traumatismo en la cabeza y/o cuello. No sólo es preocupante una lesión de la médula espinal, sino que resultan también vulnerables otras vías neuronales como el nervio frénico, nervio laríngeo recurrente, y ciertas porciones de los nervios craneales, así como el plexo braquial. Además, la detección de un déficit neurológico puede significar daños a la arteria carótida o vertebral, con la consiguiente isquemia del sistema nervioso central.